# سحلية دودية كوبية
سحلية دودية كوبية (الاسم العلمي: Amphisbaena cubana) هي نوع من الزواحف تتبع جنس السحلية الدودية من فصيلة السحالي الدودية.